# Honsú
Honsú (japánul: 本州, kiejtéseⓘ, Hepburn-átírással Honshū vagy Honshu, jelentése a Fő Állam) egy sziget Japánban, az ország legnagyobb szigete. A terület a japán nép és Japán országának egyaránt legfőbb szigete.
A Föld legnagyobb szigeteinek listáján a hetedik helyet foglalja el.

## Fekvése
Az ország középső részén fekszik. Északon Hokkaidó szigetétől a Cugaru-szoros, délen Sikoku szigetétől a Belső-tenger, míg délnyugaton Kjúsú szigetétől a Kanmon-szoros választja el.
A japán szigetvilágon belül helyezkedik el.
Legmagasabb pontja a Fudzsi, amely 3776 méterrel magasodik a tengerszint fölé.
Legészakibb települése Óma, amely a Simokita-félszigeten helyezkedik el, azon belül Aomori prefektúrában. Legdélibb pontja egy kisváros Vakajama prefektúrában, neve Kusimoto.

## Közlekedése
A sziget a három másik japán nagy szigettel – Hokkaidóval,  Sikokuval  és Kjúsúval – összeköttetésben van alagutak és hidak segítségével. Hokkaidó szigetével a világ második leghosszabb vasúti alagútja, az  53,85 km hosszú Szeikan-alagút köti össze.

## Közigazgatás
Régiói és azokon belül prefektúrái a következők:
- Csúgoku: Hirosima, Okajama, Simane, Tottori, Jamagucsi
- Kanszai: Hjógó, Kiotó, Mie, Nara, Oszaka, Siga, Vakajama
- Csúbu: Aicsi, Fukui, Gifu, Isikava, Nagano, Niigata, Tojama, Sizuoka, Jamanasi
- Kantó: Csiba, Gunma, Ibaraki, Kanagava, Szaitama, Tocsigi, Tokió
- Tóhoku: Akita, Aomori, Fukusima, Ivate, Mijagi, Jamagata